# Thacanophrys goldsboroughi
Thacanophrys goldsboroughi är en kräftdjursart som först beskrevs av Rathbun 1906.  Thacanophrys goldsboroughi ingår i släktet Thacanophrys och familjen maskeringskrabbor. Inga underarter finns listade i Catalogue of Life.